# 閉塞前線
閉塞前線（へいそくぜんせん, occluded front）は、温暖前線と寒冷前線が移動する際の接触面で発生する前線の事。暖かい気団は冷たい気団に閉め出されて上空に押し上げられ、地上では2つの前線が閉塞したような構造になるのでこう呼ばれている。

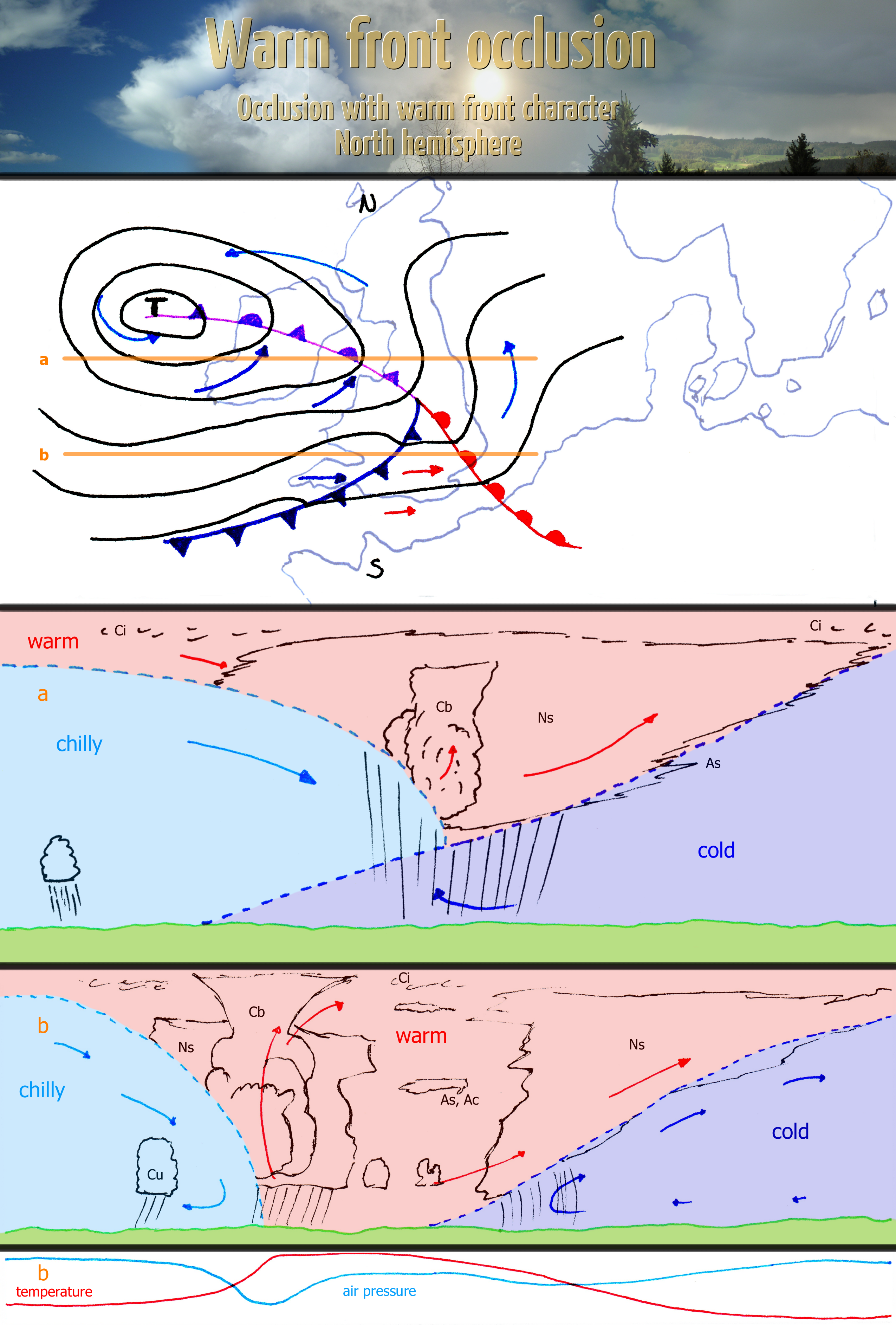
温暖型閉塞前線の雲と気団のようす。ピンク色:暖気、水色:暖かい寒気、青色:冷たい寒気。

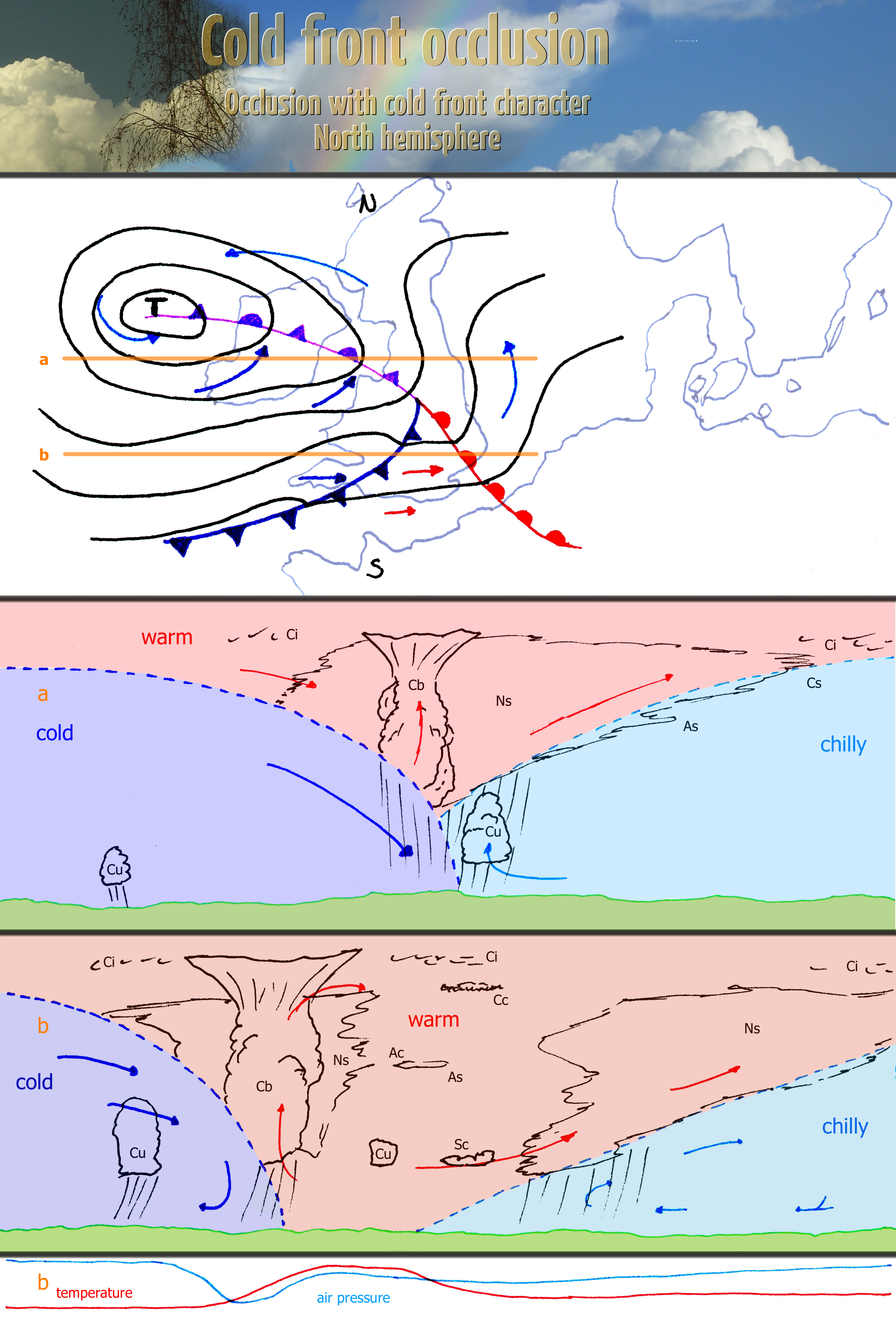
寒冷型閉塞前線の雲と気団のようす。天気図は温暖型に近いので下図参照。

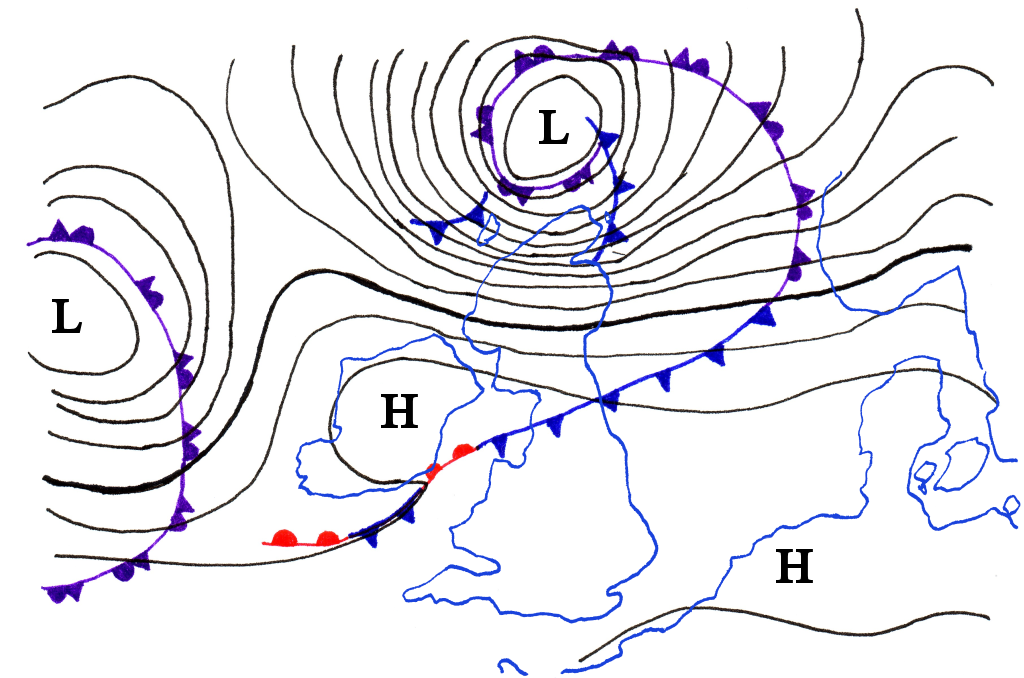
イギリス付近の天気図例。完全に寒冷型になっている。

## 特徴

天気図における閉塞前線の記号。

日本付近をはじめとした北半球では、温帯低気圧の発生初期には南・東側に温暖前線が、西・南側には寒冷前線がそれぞれ存在し、だんだんと進行方向の前方に向かって反時計回りに動いてくる。寒冷前線は移動速度が速いうえ、温暖前線はある程度北上すると北上が更に遅くなるため、やがて低気圧に近い所では2つの前線が接するようになる。
温暖前線の前方には寒気、寒冷前線の後方にも寒気があるので、閉塞前線ではこの2つの空気が接する。ただ、同じ寒気であっても温度差のある場合が多く、より冷たいほうの寒気がより暖かいほうの寒気の下に潜り込み、もう一方の寒気はそれに乗り上げるような構造となる。この構造によって、閉塞前線は3種類に分けられる。2つの前線の間にあった暖気は上空に持ち上げられ、やがて消滅する。
温暖前線の長さは一般的に数百km - 1,000 km程度である。上空から前線の雲域は寒冷型・温暖型それぞれ寒冷前線・温暖前線に対応している。温暖前線・寒冷前線・閉塞前線の3つが接する点を閉塞点といい、天気図ではこの点を境に3つの前線がY字状にくっついている。
2つの前線が重なる過程を（低気圧の）閉塞（occlusion、オクルージョン）というが、閉塞が起きるのは前線のうち、低気圧に近い部分のみであり、前線がすべて閉塞することは無いと考えられる。低気圧の発達がもっとも著しい頃に閉塞前線が形成され始めることが多く、閉塞前線が成長して閉塞した部分が長くなってくると、低気圧は次第に弱まってくる。
低気圧の衰弱と閉塞前線にも大きな関係がある。閉塞前線が成長すると暖気が低気圧の中心から閉め出され、低気圧の発達の原動力となる南北の温度差が小さくなることが、低気圧が衰弱する原因の1つとなる。閉塞前線が形成されると、その後2～4日程度で低気圧はほぼ消滅する。

### 寒冷型と温暖型
寒冷型閉塞前線
寒冷前線側の寒気の方が温度が低く、温暖前線側の寒気の下にもぐりこんで行き、閉塞前線は寒冷前線面に沿って形成される。前線面の傾斜はやや急。前線通過時の気象も寒冷前線に近い。
温暖型閉塞前線
温暖前線側の寒気の温度が低いため、寒冷前線側の寒気がその上に上がり、温暖前線面に沿った閉塞前線ができる。前線面の傾斜は緩やか。前線通過時の気象も温暖前線に近い。
また、前線のすべての部分ではっきりと寒冷型または温暖型にならない場合もあり、例えば一部分だけ温暖型で他は寒冷型になったりすることもある。
中立型閉塞前線
どちらの勢力も拮抗している場合。
地上天気図では、前線の形から型を判断することもできる。閉塞前線が寒冷前線に直線的につながっているときは寒冷型、温暖前線に直線的なときは温暖型と考えられる。
どちらにせよ、上空では前線面と前線面の接する線が形成される。これを上空寒冷前線、上空温暖前線という。

### インスタントオクルージョン
瞬間閉塞。寒気の中で低気圧が発生すると、当初から閉塞前線を伴うことがあり、これをインスタントオクルージョンと呼ぶ。長い前線を伴う低気圧の、広い寒気域の中で、小規模な低気圧が形成されたときに起こる。閉塞といっても不完全で、低気圧はこの後も成長する場合がある。
気象衛星観測の雲画像においては、小低気圧のコンマ雲と、前線上の未発達の雲域が併合した、見せかけの閉塞前線による雲のパターンとされている。

### ベントバックオクルージョン
後屈閉塞。閉塞前線に関して、シャピロ・ケイサー・モデルでは、閉塞前線は存在せずその代わりに後屈温暖前線が存在する、という考え方をとる。
このモデルでは、前述の温暖型閉塞前線のように、長い温暖前線に対して寒冷前線が直角にくっつくように存在しており、これをTボーン前線やTボーン型などと呼ぶ。従来の考え方で言う閉塞前線は温暖前線に置き換わるため、長い後屈温暖前線となる。

### 通過前・通過時・通過後の気象の特徴
天候は、どちらかといえば寒冷前線の通過時に近いとされている。
通過時の気温は、寒冷型の場合ゆっくり下降して低止まり、温暖型の場合ゆっくり上昇して高止まりする。また、湿度は通過前にゆっくりと上昇して、通過後低下する。
前線の接近に伴って気圧は低下し、通過後は上昇する。
前線面にできる雲は、地上付近では層雲・層積雲・乱層雲・積雲が多く、上空では高層雲・高積雲・巻層雲・巻雲が多い。温暖前線と同じように、早くて前線の接近する1～2日前から巻雲が観測できる。寒冷前線上にできた積乱雲がそのまま残ったり再発達する場合があるが、長期的には弱まる。
温度差が小さくなったといっても、実は温度の境界面が2層になることで不安定度は増す場合が多く、また上空ではまだ温度差があるため、悪天候がみられる。寒冷型の場合短時間の強い雨（驟雨）、温暖型の場合比較的長時間連続した雨（時雨）が降りやすい。温暖型であっても積乱雲が発達する場合があり、雷雨や強い雨が降る。閉塞して時間が経つと雲の発達が弱くなり、層積雲などによる曇天になる。
前線の通過に伴い、東寄りの風から南寄りの風（南半球の場合は、東寄りの風から北寄りの風）に変わる。
1999年10月27日に千葉県佐原市（現在の香取市）で発生した集中豪雨の原因もこの閉塞前線である。

## 地域性・季節性
閉塞前線は、低気圧が発達して長寿命の場所に多くできる。北半球では北米東海岸～ヨーロッパにかけてのアイスランド低気圧と、東アジア～アラスカ沖にかけてのアリューシャン低気圧が挙げられる。日本付近では寒気の影響力が強く低気圧は発達過程にあることが多いため、寒冷型が多い。しかし季節を問わず発生する。一方、ヨーロッパでは温暖型もしばしば見られ、前線が低気圧を大きく回りこんで1周したようなものも現れることがある。
ヨーロッパでこのようなことになるのは、暖気の勢いが弱い場合が多いこと、低気圧の最盛期～減衰期の通過場所に位置していることなどが挙げられる。日本付近は、北西の大陸からの寒気の影響力が強く、低気圧の発生期～最盛期の通過場所に位置する。